# 새론오토모티브
새론오토모티브(Saeron Automotive Corp)는 대한민국의 브레이크 마찰재인 브레이크 패드, 라이닝, Rotor Facing 생산 기업이다. 본사는 충남 천안시 동남구 병천면 가전5길 133에 위치해 있으며 대표이사는 김광식이다.  2005년 한국거래소에 상장하였다

## 참고문헌
1. ↑  종목분석보고서-새론오토모티브
2. ↑  새론오토모티브, +4.06% 상승폭 확대, 조선비즈, 2024.01.24